# Gouvernement de Koutaïssi
1846–1918
Entités précédentes :
- Gouvernement de Géorgie-Iméréthie

Entités suivantes :
- République démocratique fédérative de Transcaucasie

Le gouvernement de Koutaïssi (en russe : Кутаисская губернія, en géorgien : ქუთაისის გუბერნია) est un gouvernement de l'Empire russe situé dans le Caucase ayant pour capitale la ville de Koutaïssi.

## Histoire
Le gouvernement est créé en 1846 en même temps que le gouvernement de Tiflis par la division du gouvernement de Géorgie-Iméréthie. Le gouvernement existe jusqu’à la révolution russe au cours de laquelle il fait partie de l’éphémère république démocratique fédérative de Transcaucasie au printemps 1918 puis de la République démocratique de Géorgie.

## Géographie
Le gouvernement de Koutaïssi correspond principalement à la partie occidentale de la Géorgie actuelle, une petite partie du territoire est désormais en Turquie, l’Abkhazie et l’Ossétie du Sud revendiquent leur indépendance dans le nord de l’ancien gouvernement.
Dans l’empire russe le gouvernement était bordé à l’ouest par la Mer Noire, au nord-ouest par le gouvernement de la mer Noire, au nord-est par l’oblast du Terek, à l’est par le gouvernement de Tiflis et au sud par l’oblast de Batoumi.

## Subdivisions administratives
Le gouvernement est constitué au début du XXe siècle de sept ouïezds et d’un district (okroug) : Zougdidi, Koutaïssi, Tsagueri, Ozourguéti, Ratcha, Senaki, Shorapani et l’okroug de Soukhoum.

## Population
Au recensement de 1897, le gouvernement de Koutaïssi compte une population de 913 657 habitants, dont 32,5 % de Géorgiens, 25,6 % d’Iméréthiens, 22,6 % de Mingréliens, 5,6 % d’Abkhazes, 4,4 % de Turcs, 2,3 % d'Arméniens, 1,8 % de Russes et des minorités svane, grecque, juive, ukrainienne, polonaise, kurde et ossète.